# Mistrzostwa Panamerykańskie w Zapasach 2004
Mistrzostwa rozegrano 6 maja 2004 roku w mieście Gwatemala.

## Tabela medalowa
|     | Państwo    |    |    |    | Razem: |
| --- | ---------- | -- | -- | -- | ------ |
| 1.  | Kuba       | 12 | 0  | 0  | 12     |
| 2.  | USA        | 4  | 11 | 3  | 18     |
| 3.  | Wenezuela  | 3  | 5  | 6  | 14     |
| 4.  | Kolumbia   | 1  | 2  | 2  | 5      |
| 5.  | Brazylia   | 1  | 0  | 2  | 3      |
| 6.  | Portoryko  | 0  | 1  | 2  | 3      |
| 7.  | Gwatemala  | 0  | 1  | 1  | 2      |
| 8.  | Peru       | 0  | 1  | 0  | 1      |
| 9.  | Chile      | 0  | 0  | 2  | 2      |
| 10. | Salwador   | 0  | 0  | 1  | 1      |
| 10. | Dominikana | 0  | 0  | 1  | 1      |
| 10. | Argentyna  | 0  | 0  | 1  | 1      |
|     | razem:     | 21 | 21 | 21 | 63     |

## Wyniki

### W stylu klasycznym
| Waga   | złoty           | srebrny         | brązowy         |
| ------ | --------------- | --------------- | --------------- |
| 55 kg  | Lázaro Rivas    | Eduardo Freites | Julio Maldonado |
| 60 kg  | Osmany Duca     | Sidney Guzmán   | Jairo Alvarado  |
| 66 kg  | Roberto Monzón  | Ron Muir        | Carlos Ramos    |
| 74 kg  | Filiberto Ascuy | Steven Woods    | Edwin Abreu     |
| 84 kg  | Jean Ramírez    | Jeff Funicello  | Carlos García   |
| 96 kg  | Alain Rivas     | Brandon Ruiz    | Douglas Ávila   |
| 120 kg | Mijaín López    | Davie Ross      | Andrés Ayub     |

### W stylu wolnym
| Waga   | złoty            | srebrny               | brązowy            |
| ------ | ---------------- | --------------------- | ------------------ |
| 55 kg  | Nicholas Simmons | Héctor Camacho        | Fredy Serrano      |
| 60 kg  | René Montero     | Tom Clum              | Fernando Iglesias  |
| 66 kg  | Yandro Quintana  | Clint Musser          | Jonathan Rodríguez |
| 74 kg  | Iván Fundora     | Kirk White            | Juan Álvarez       |
| 84 kg  | Daniel González  | Matthew White         | Andy Hrovat        |
| 96 kg  | Yoel Romero      | Thomas David Rowlands | Luis Vivenes       |
| 120 kg | Alexis Rodríguez | Yordany Figueroa      | Brian Keck         |

### W stylu wolnym kobiet
| Waga  | złoty           | srebrny        | brązowy             |
| ----- | --------------- | -------------- | ------------------- |
| 48 kg | Sara Fulp-Allen | Yenny Caripá   | Karla Argueta       |
| 51 kg | Mayelis Caripá  | Rita Mateus    | Livanis Rivera      |
| 55 kg | Sandra Roa      | Danyelle Hedin | Mirna Henríquez     |
| 59 kg | Alaina Berube   | Yoselin Rojas  | Pilar Parra         |
| 63 kg | Juliana Borges  | Sandra Amado   | Stephanie Shaw      |
| 67 kg | Jaramit Weffer  | Heather Martin | Caroline Cardoso    |
| 72 kg | Stephanie Lee   | Rainel Guerra  | Rosângela Conceição |